# Cornelis van Spaendonck
Cornelis van Spaendonck (Tilburg, 7 de desembre de 1756 - París, 22 de desembre de 1839) fou un pintor neerlandès.
Acabats els seus estudis es va traslladar a París i va treballar durant molt temps per a la manufactura de Sèvres. Com el seu germà Gerard van Spaendonck, es va dedicar principalment a la pintura de flors i de fruites, havent-hi obres seves en els museus del Museu del Louvre i de Lió.
Els seus treballs són d'alta estima, tant en qualitat com en el seu import.